# Lohitzun-Oyhercq
Lohitzun-Oyhercq település Franciaországban, Pyrénées-Atlantiques megyében. Lakosainak száma 194 fő (2022. január 1.). Lohitzun-Oyhercq Ainharp, Aroue-Ithorots-Olhaïby, Domezain-Berraute, Larribar-Sorhapuru, Ordiarp, Pagolle és Uhart-Mixe községekkel határos.

## Népesség
A település népességének változása:
| Lakosok száma | 191  | 200  | 206  | 203  | 202  | 203  | 200  | 197  | 194  |
|               | 2013 | 2015 | 2016 | 2017 | 2018 | 2019 | 2020 | 2021 | 2022 |